# Adrienne de La Fayette
Marie Adrienne Françoise de Noailles, dite dans sa jeunesse Mademoiselle d'Ayen, par son mariage marquise de La Fayette (1774), née le 2 novembre 1759 à Paris et morte le 24 décembre 1807 à Paris (ancien 1er arrondissement), est une aristocrate française et l'épouse de Gilbert du Motier, marquis de La Fayette.

## Biographie
Fille de Jean Louis Paul François de Noailles, duc d'Ayen (duc de Noailles en 1793) et d'Henriette-Anne-Louise d'Aguesseau, arrière-petite-fille de Françoise-Charlotte d'Aubigné, nièce et héritière de Madame de Maintenon, Mademoiselle d'Ayen de Noailles naît et grandit avec ses quatre sœurs et son frère cadet (l'aîné étant décédé en bas âge, en 1757) à Paris, à l'hôtel de Noailles, somptueuse demeure familiale acquise vers 1711 par son arrière-grand-père, le duc Adrien Maurice de Noailles († 1766). La porte cochère de cet hôtel particulier bâti entre cour et jardin s'ouvre sur la rue Saint-Honoré, tandis que la façade sur jardin du corps de logis est tournée vers le Jardin des Tuileries. Dans sa chapelle est célébré le 11 avril 1774 le mariage d'Adrienne de Noailles, jeune fille de quatorze ans et demi, avec Gilbert du Motier, marquis de La Fayette, dix-sept ans, orphelin et héritier de vastes domaines qui lui rapportent un revenu de 150 000 livres. La mère de l'épouse, préoccupée par la jeunesse des jeunes mariés, maintient le couple séparé pendant un an.

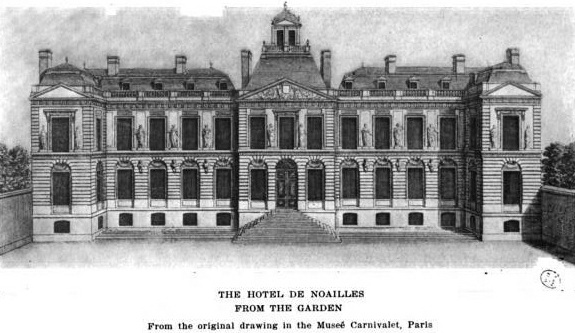
Hôtel de Noailles à Paris, démoli en 1831 pour construire la rue d'Alger, en face des Tuileries.

En raison de ses absences fréquentes, La Fayette établit sa résidence principale chez ses beaux-parents, à l'hôtel de Noailles. En 1776, la jeune marquise donne naissance à une fille, Henriette. Alors qu'elle est enceinte de sa deuxième fille, Anastasie, née en 1777, La Fayette s'embarque pour l'Amérique. La petite Henriette meurt à vingt-deux mois, en 1778, en l'absence de son père. Celui-ci reçoit un accueil triomphal à son retour : le 15 février 1779 la reine Marie-Antoinette tient à se rendre à l'hôtel de Noailles pour une entrevue avec le général victorieux. 
Ce n'est que durant la troisième grossesse de la marquise de La Fayette que son époux conçoit le projet d'acquérir un hôtel particulier pour s'y installer avec sa femme et ses enfants. Ce sera l'hôtel de La Fayette, située rue de Bourbon (actuelle rue de Lille), presque à l'angle de la rue de Bourgogne, demeure prestigieuse achetée, réaménagée, meublée et décorée à grand frais. La famille La Fayette quitte l'hôtel de Noailles en 1783, pour emménager dans cette nouvelle demeure sur la rive gauche de la Seine. Des fenêtres la vue s'étend, par-delà le fleuve et le Jardin des Tuileries jusqu'à la maison paternelle d'Adrienne La Fayette, où elle continue à se rendre quotidiennement.   
Adrienne de Noailles meurt le 24 décembre 1807 au 24 rue d'Anjou à Paris (ancien 1er arrondissement). Elle fut enterrée au cimetière de Picpus, selon son souhait, afin de reposer auprès des membres de sa famille, victimes de la guillotine sous la Terreur. À sa mort, en 1834, son époux, également selon son souhait, sera enterré auprès d'elle. 

## Descendance
Le couple a eu quatre enfants :
1. Henriette du Motier de La Fayette (1776-1778),
2. Anastasie Louise Pauline du Motier de La Fayette (1777-1863), mariée à Just Charles César de Faÿ de La Tour-Maubourg,
  1. Jenny de Fay de La Tour-Maubourg (1837-1849), mariée à Hector Perron de Saint-Martin,
    1. Louise Perrone Di San Martino (1er octobre 1838 - 14 novembre 1880), mariée au comte Enrico Vittore Felice Rignon (1829-1914),
      1. Maria dei Conti Rignon mariée à Augusto Gazzelli dei conti di Rossana
        1. Luisa Gazelli dei conti di Rossana, mariée au prince Fulco Ruffo di Calabria,
          1. Paola Ruffo di Calabria, mariée au roi Albert II de Belgique,
            1. Philippe, roi des Belges.
3. Georges Washington de La Fayette (1779-1849),
4. Marie-Antoinette-Virginie du Motier de La Fayette (1782-1849).